# 캣피시 앤 더 보틀맨
캣피시 앤 더 보틀맨(Catfish and the Bottlemen)은 웨일스의 인디 록 밴드이다.